# Ford Windstar
Ford Windstar — повнорозмірний мінівен, що виготовлявся компанією Ford з 1994 до 2003 рік. Це другий мінівен розроблений компанією і він ознаменував перехід від задньоприводної до передньоприводної схеми, яку популяризували мінівени Chrysler. Автомобіль прийшов на заміну задньоприводного Ford Aerostar, два мінівени продавалися паралельно три роки, до 1997 року коли припинили виробництво Aerostar. В 2004 році, Windstar був дещо модернізований і перейменований в Ford Freestar.
В порушення традицій марки Форд, Windstar не мав розкішного близнюка з Mercury, оскільки остання виготовляла самостійну модель Mercury Villager. Успіх Windstar призвів до того, що Форд почав виготовляти його люксову модифікацію під назвою Mercury Monterey.
Всі мінівени Windstars, Freestars і Monterey були зібрані в Оквілле, Онтаріо, Канада на заводі Oakville Assembly.

## Опис
Автомобіль збудовано на передньоприводній платформі Ford D186. Спочатку, покупцям пропонувалося два двигуни V6: об'ємом 3,0 л Vulcan потужністю в 152 к.с. і 3,6 л Essex 206 к.с., які працювали з 4-ступінчастою АКПП. Перший мотор, незважаючи на меншу потужність, розвивав максимальну швидкість - 180 км/год. Межа швидкості другого агрегату електронно обмежена на рівні 175 км/год. З 2002 року двигун тільки один - обсягом 3,8 л. V6, потужністю 203 к.с., і обертовим моментом 325 Нм.
Ford Windstar оснащувався також задньою незалежною підвіскою, з пневматичними елементами змінної жорсткості. Передні гальма дискові, задні барабанні, встановлена ABS. У стандартну комплектацію Windstar входять кондиціонер, електронний компас, аудіосистема, а за окрему оплату салон обробляється шкірою.
Наприкінці 1997 року Windstar був модернізований, отримавши нову задню частину і фари.
У березні 1999 року з'явилася друге покоління моделі, в якому були переглянуті як зовнішній вигляд, так і інтер'єр.
З 2002 року всі модифікації Windstar комплектують пофарбованими в колір кузова бамперами, зовнішніми дзеркалами аеродинамічної форми, а на замовлення - фірмовою системою протиковзання AdvanceTrac, новими вбудованими дитячими сидіннями (система LATCH).

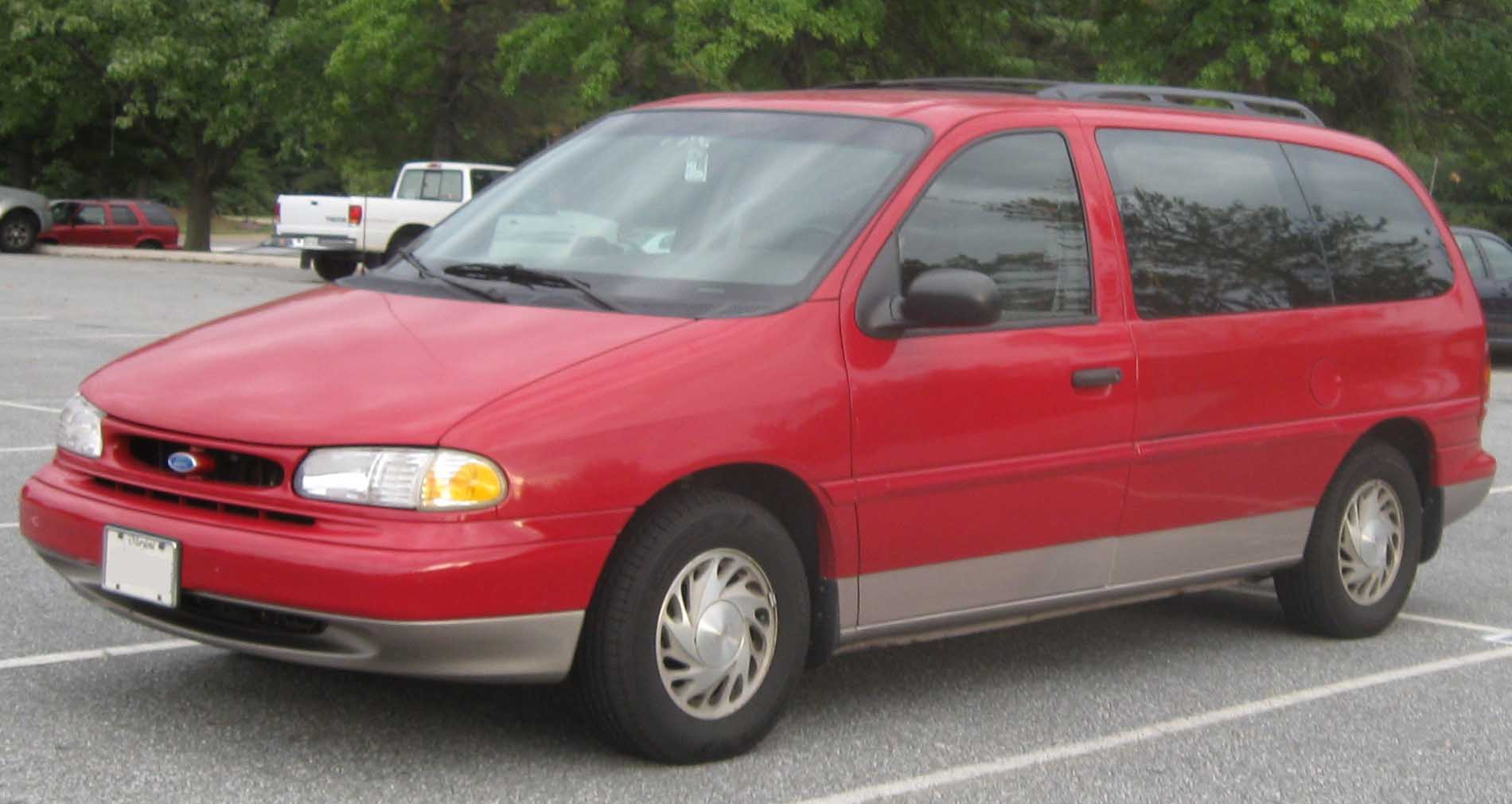
Ford Windstar 1 (1994-1997)
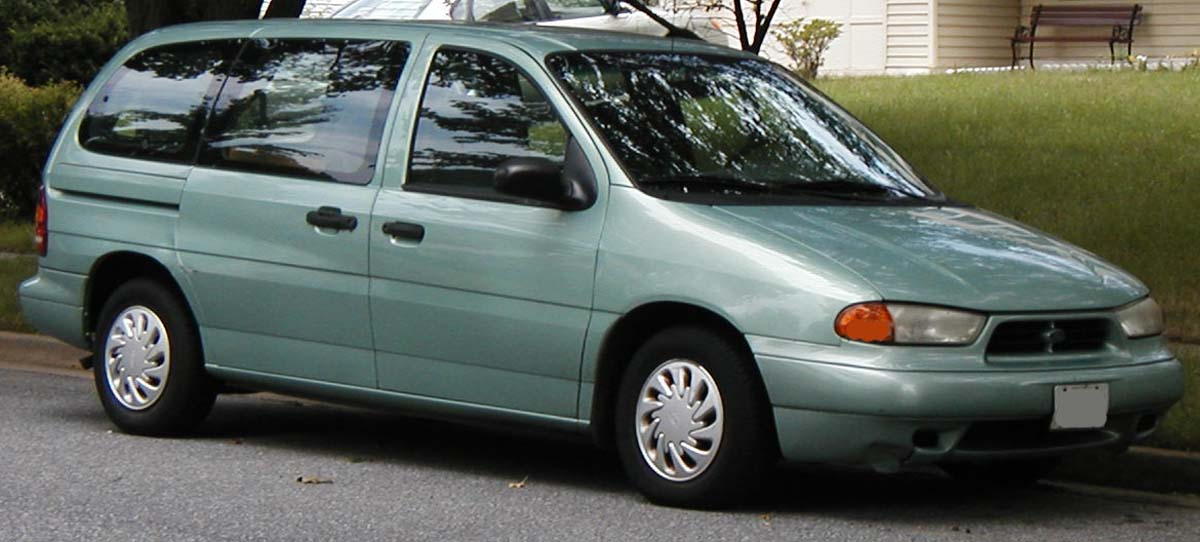
Ford Windstar 1 (1997-1999)
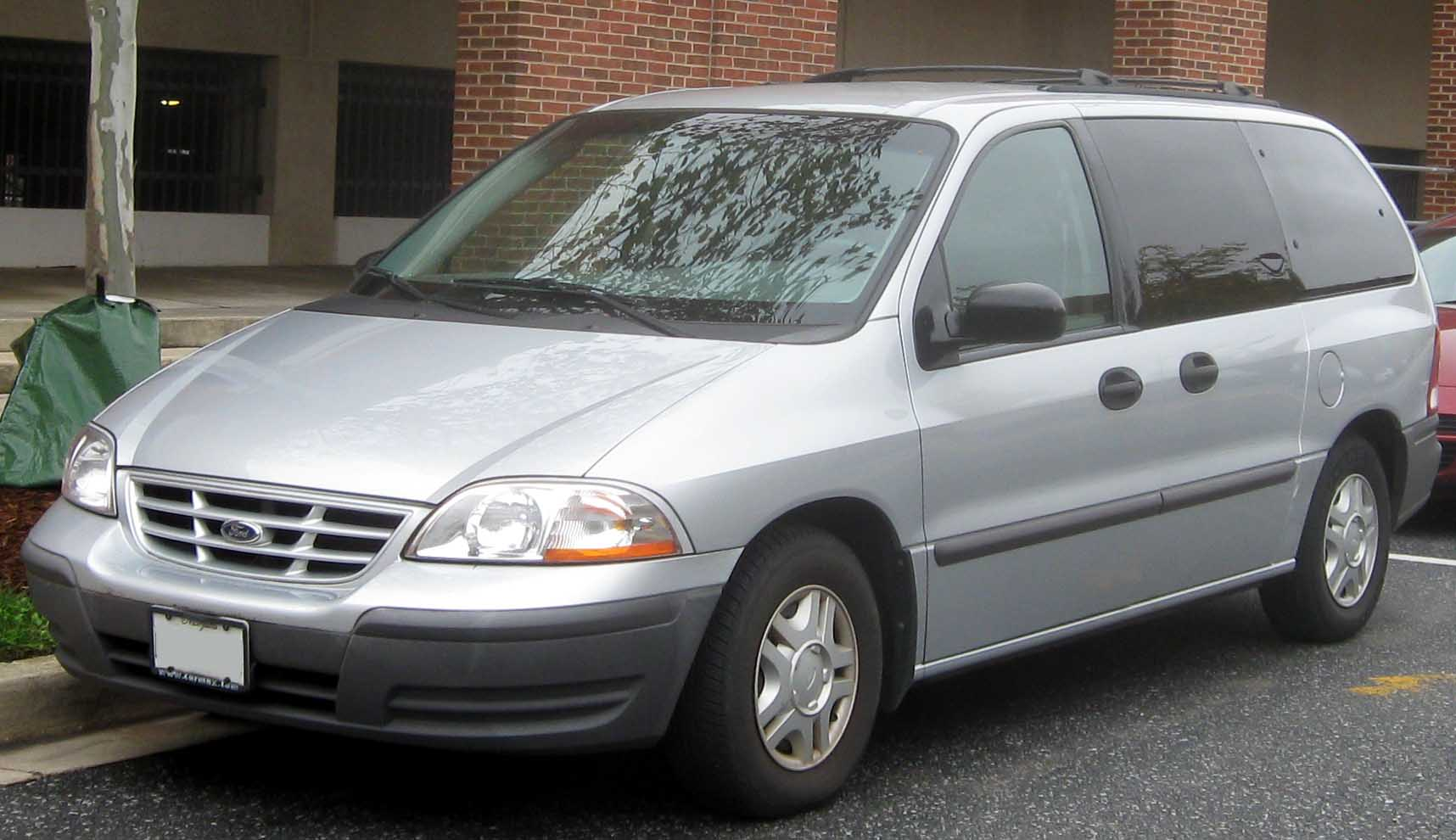
Ford Windstar 2 (1999-2003)

### Двигуни
- 3.0 л Vulcan V6
- 3.8 л Essex V6

### Продажі в США
| Рік  | Автомобілі |
| ---- | ---------- |
| 1995 | 222,147    |
| 1996 | 209,033    |
| 1997 | 205,356    |
| 1998 | 190,173    |
| 1999 | 213,844    |
| 2000 | 222,298    |
| 2001 | 179,595    |
| 2002 | 148,875    |
| 2003 | 113,465    |

## Ford Freestar

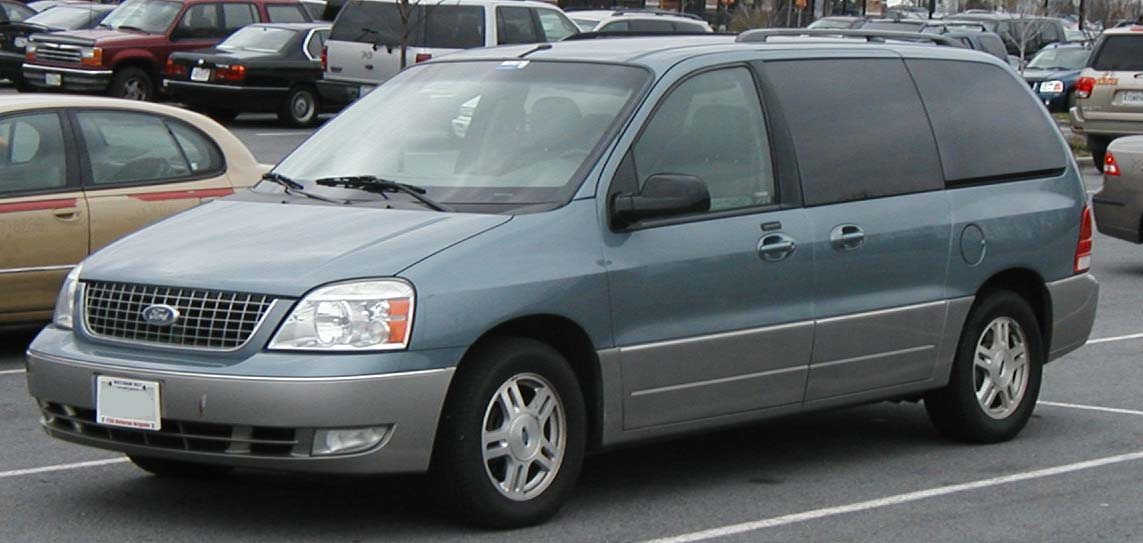
Ford Freestar (2003-2007)

Починаючи з 2003 року, компанією Ford було прийнято рішення про те, що всі назви легкових моделей повинні починатися з літери «F», оновлений мінівен Windstar перетворився у Freestar, рестайлінговий і з поліпшеною керованістю, до того ж, Ford Freestar отримав дорожчі матеріали в салоні, подушки безпеки для всіх трьох рядів сидінь і нову підвіску, яка стала більш жорсткою, що запобіжить перевертання. Змінився дизайн панелі приладів, і можливість скласти сидіння до плоского стану.

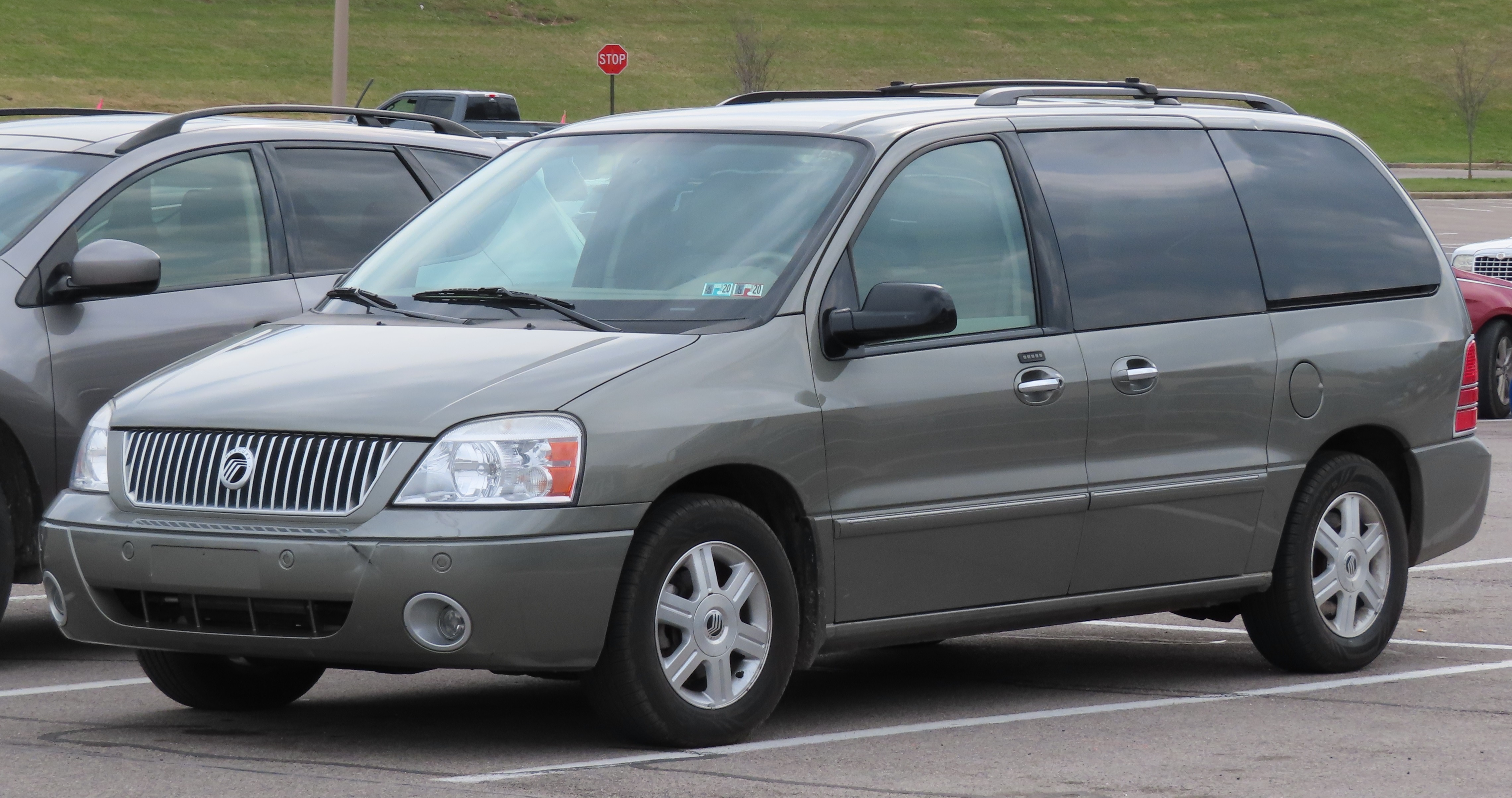
Mercury Monterey

На передньопривідний Ford Freestar встановлюють 3,8 л двигун Essex V6, потужністю 193 к.с. та передбачений варіант силового агрегату об'ємом в 4,2 літра, потужністю 201 к.с. Також інженери повністю замінили кріплення і усунули вібрацію двигуна, для зниження його шумності. На Ford Freestar ставлять дискові гальма з ABS, 4-ступінчасту АКПП.
Автомобіль також продавався як Mercury Monterey.

### Двигуни
- 3.9 л Essex V6 193 к.с.
- 4.2 л Essex V6 201 к.с.

### Продажі в США
| Рік  | Freestar | Monterey |
| ---- | -------- | -------- |
| 2003 | 15,771   | 2,213    |
| 2004 | 100,622  | 17,407   |
| 2005 | 77,585   | 8,166    |
| 2006 | 50,125   | 4,467    |
| 2007 | 2,390    | 700      |